# John Togo
John Togo (* im 20. Jahrhundert; † 19. Juli 2011 bei Warri) war ein nigerianischer Rebellenführer. 

## Leben
Togo wurde 2010 zum Anführer der Niger Delta Liberation Force ernannt, weswegen er schnell zu einem der meistgesuchten Menschen in Nigeria wurde, unter anderem wegen Verbrechen wie Entführung, Vergewaltigung, Raub und Seeräuberei, begangen von ihm und seiner Rebellengruppe im Gebiet des Nigerdelta.
Am 1. Dezember 2010 töteten Regierungstruppen bei der Suche nach Togo im Dorf Ayakoromor zwischen neun und 150 Menschen. Nachdem er dabei nicht erwischt wurde, erklärte die nigerianische Regierung ihn bis zu den Wahlen 2011 unbedingt fassen zu wollen. Es folgten weitere Angriffe der Regierungstruppen auf Rebellenhochburgen, bis Togo schließlich bei einem Luftangriff im Juli 2011 getötet wurde.